# Aracoeli (romanzo)
Aracoeli è l'ultimo romanzo di Elsa Morante, pubblicato nel 1982 presso Giulio Einaudi Editore. In occasione della traduzione francese, il libro vinse il Prix Médicis étranger.

## Trama breve
Racconta la relazione tra madre e figlio, da esclusiva e speciale a totale e imprigionante. La donna porta il doppio cognome Muñoz Muñoz (è d'origine andalusa, e per questo il libro usa a volte termini di derivazione spagnola) e il nome appunto di Aracoeli. Il figlio, Vittorio Emanuele (o Manuele, come lo zio Manuel), è omosessuale e infelice, pentito intorno ai 40 anni della sua infanzia dorata vissuta in simbiosi con la madre, considerata da tutti una selvaggia e ora morta "oltraggiando gli affetti famigliari con una furia demenziale e lussuriosa".

## Edizioni
- Elsa Morante, Aracoeli, collana Supercoralli, Einaudi, 1982,  pp. 328.
- Elsa Morante, Aracoeli, collana ET n. 4, Einaudi, 1989,  p. 328.

## Traduzioni
- trad. spagnola di Ángel Sánchez-Gijón, Araceli, 1984
- trad. francese di Jean-Noël Schifano, Aracoeli. Roman, 1984
- trad, tedesca di Ragni Maria Gschwend, Aracoeli, 1984
- trad. inglese di William Weaver, Aracoeli: A Novel, 1984
- trad. norvegese di Tor Fotland, Aracoeli, 1984
- trad. svedese di Barbro Andersson, Aracoeli, 1985
- trad. danese di Jytte Lollesgaard, Aracoeli, 1986
- trad. finlandese di Aira Buffa, Aracoeli, 1987
- trad. ceca di Zdeněk Frýbort, Aracoeli, 1988
- trad. slovena di Srečko Fišer, Aracoeli, 1993
- trad. ebraica di Miriam Shusṭerman-Padovano, ארצ׳לי / Artsheli, 2003